# Vela rígida

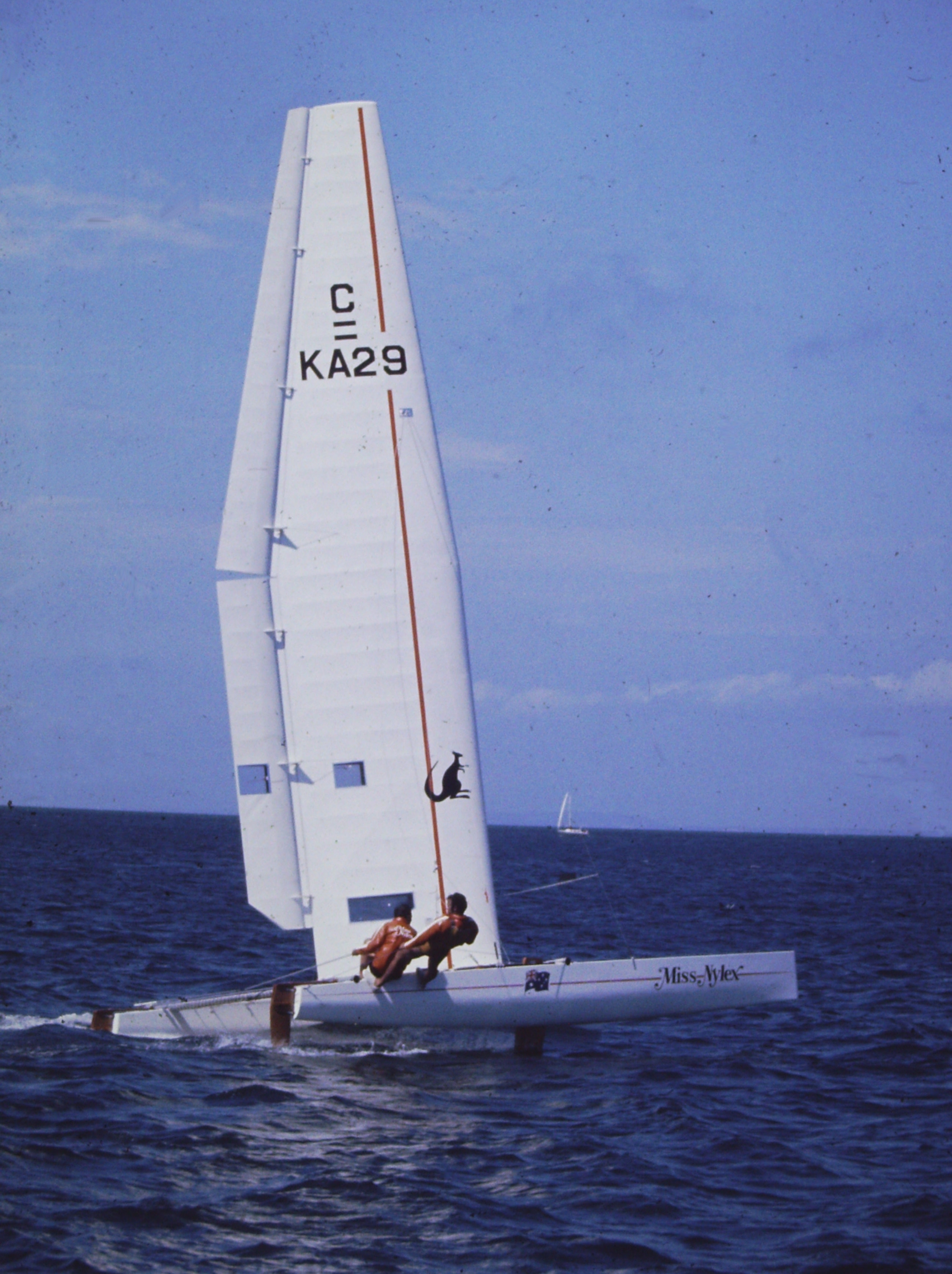
Miss Nylex, catamarà de la Classe C.

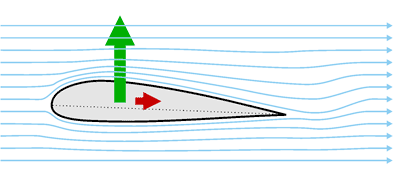
Acció del vent sobre un perfil d'ala. La fletxa verda indica la sustentació i la fletxa vermella la força d'arrossegament.

Una vela rígida és la que té una forma predeterminada amb independència del vent. La forma de les veles flexibles depèn del vent. Sense vent una vela flexible no té una forma definida i no s’assembla gens a un perfil aerodinàmic. En presència del vent i orientada de forma adequada, el flux de la banda de sobrevent (intradós en terminologia aerodinàmica d’aviació) dona forma a la vela i la transforma en un perfil aerodinàmic definit.
Les veles rígides s’assemblen sovint a les ales dels avions subsònics i són anomenades veles d’ala (“wingsails” en anglès). Poden tenir alerons, flaps I dispositius semblants als de les ales dels avions. També és freqüent que constin de dues o tres parts articulades per a permetre un control de la curvatura en cada condició de navegació.

## Introducció
Hi ha dues menes de veles rígides: les rígides de debò i les “rígides” amb pell flexible. Les primeres no poden ser muntades ni desmuntades a bord del vaixell. Les segones poden ser hissades i arriades a bord del vaixell. En competició les úniques veles rígides emprades pertanyen a la primera espècie. Les veles rígides amb capacitat de ser arriades són de tipus experimental. Hi ha diversos models (patentats i no patentats) amb una difusió limitada.

### Materials i concepte de rigidesa

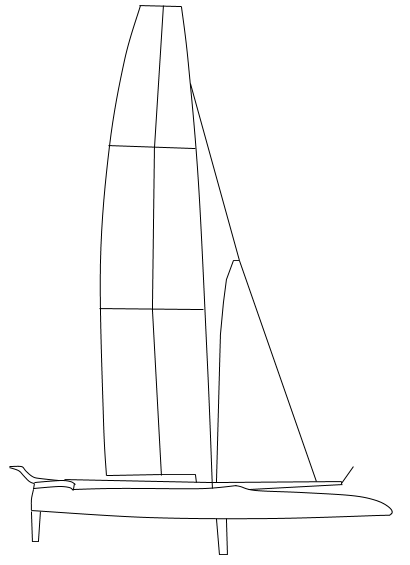
Perfil d’un catamarà F50. L'ala consta de sis elements articulats indicats en el dibuix.

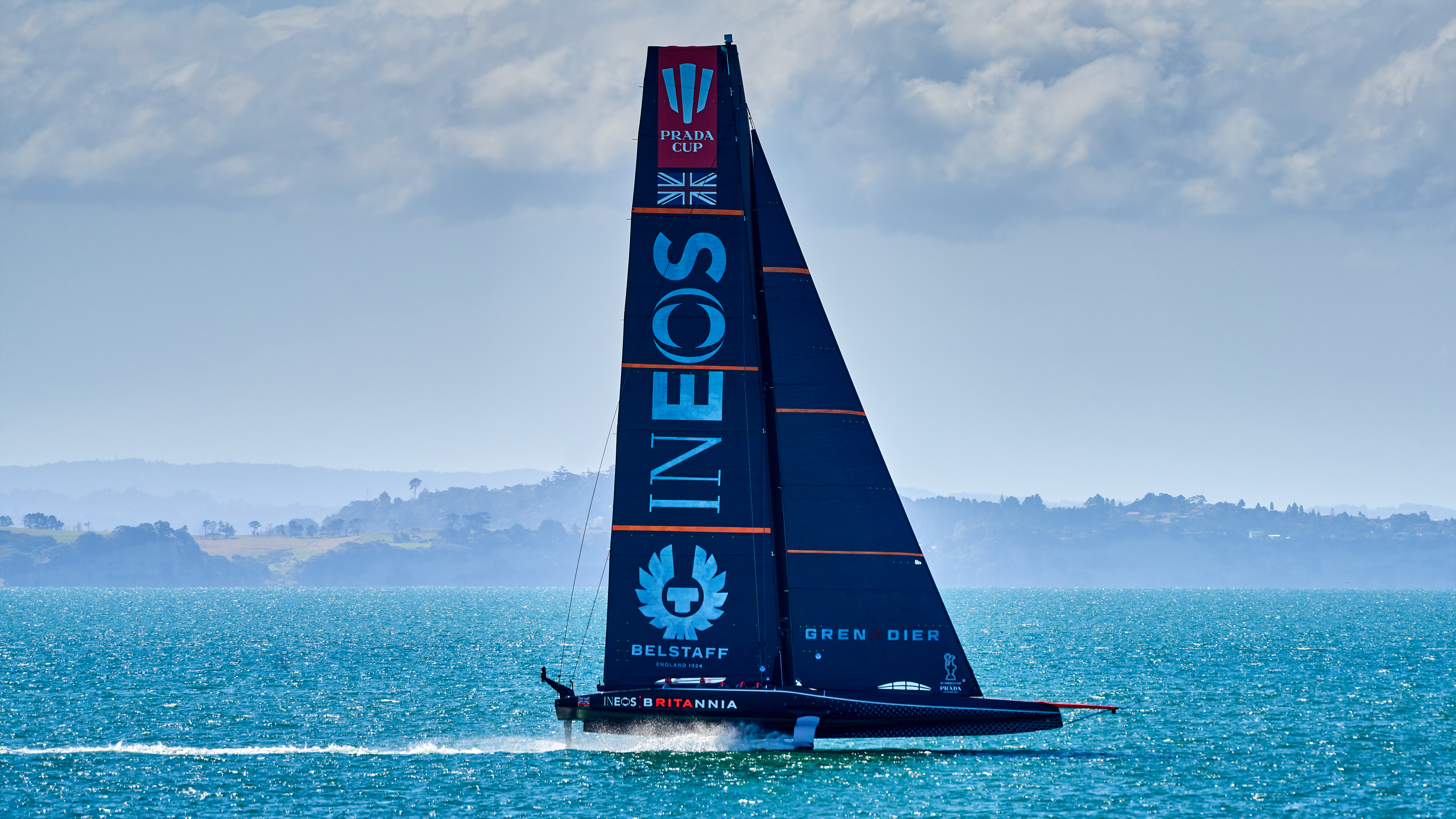
Ineos Team UK AC75

La majoria de veles rígides estan fabricades a partir d’una combinació d’elements estructurals rígids (formant una mena d’esquelet intern) i una pell o folre flexible. El conjunt pot considerar-se rígid pel que fa al vent, tot i de constar d’alguns elements flexibles.

### Construcció articulada. Curvatura
Una ala rígida, simètrica i sense alerons podria funcionar com una vela amb un rendiment considerable. L’única variable de regulació seria l’angle d’incidència amb el vent aparent. Per a millorar el rendiment (sustentació màxima amb arrossegament mínim) és possible afegir alerons i una construcció basada en elements articulats que permeti adaptar la curvatura de la vela (de forma quantitativa i en els dos costats babord-estribord). Com més alt sigui el vent aparent més “plana” ha de ser la vela.
En teoria hi ha moltes solucions possibles. A la pràctica la forma constructiva de la vela està determinada pel reglament de disseny de cada classe.

## Història
La història pràctica de les veles rígides s'inicia amb els catamarans de la Classe Internacional C. El catamaran Miss Nylex fou el primer en guanyar un campionat amb una vela rígida, l’any 1974. Prèviament la classe havia experimentat amb pals rotatius de gran superfície aerodinàmica.

## Velers amb vela rígida
La majoria de les embarcacions amb aparell de vela rígida estan destinades a la competició. La taula següent presenta algunes de les classes més importants.
| Classe | Eslora (m) | Superfície vèlica (m2) | Alçària del pal (m) |
| ------ | ---------- | ---------------------- | ------------------- |
| AC72   | 26.2       | 260                    | 40                  |
| AC50   | 15         | 100                    | 23.6                |
| AC45   | 13.45      | 83.5                   | 20                  |
| F50    | 15         |                        | 29/24/18            |
| AC75   | 22.85      | 145                    | 26,50               |

|  |  |

### Classe AC75
Es tracta d’una classe de velers monobuc, amb vela d’ala i elements sustentadors que permeten navegar per damunt de l’aigua. L’aparell consta d’una vela mestra en forma d’ala “rígida” i un floc. L'edició 36a de la Copa Amèrica (març de 2021) es va disputar amb velers d’aquesta classe.

### Resum de la 36a edició de la Copa America de vela
El reglament de la classe AC75 obligava a un pal de fibra de carboni (de secció en D, semi-parabòlica) i una doble vela flexible. L'eixàrcia ferma havia de ser igual per a tots els velers i les possibilitats de regulació eren limitades. L'expectació era gran i molts articles i videos s’ocupaven del tema.
Pel que fa a la final – disputada entre els equips d’Itàlia i Nova Zelanda- les deu regates corregudes es poden veure en video (en formats diferents). Són molt interessants alguns videos especialitzats que comparen detalls diferents del Luna Rossa i el Te Rehutai navegant i maniobrant. A més de la velocitat absoluta i del progrés en el rumb desitjat, el temps esmerçat en les maniobres (implicant la regulació de les veles I de la vela rígida especialment) foren analitzats amb cert detall. Tots aquests videos es poden consultar.

### Prestacions
Les simulacions per ordinador pronosticaven una velocitat màxima de 50 nusos (93 km/h).
Algunes velocitats reals notables, mesurades en regata, foren les següents:
- el 17 de desembre de 2020 el vaixell Te Rehutai (Nova Zelanda) va assolir 49.1 nusos (90.9 km/h) amb un vent real de 15-19 nusos.[17]

- el 23 de gener de 2021 el veler Britannia va assolir els 50.25 nusos (93.06 km/h)
- el 29 de gener de 2021 el vaixell Patriot (American Magic) va navegar a 53.31 nusos (98.73 km/h) amb un vent real que va arribar als 22 nusos.[18]

## Vent aparent, forces i rumbs

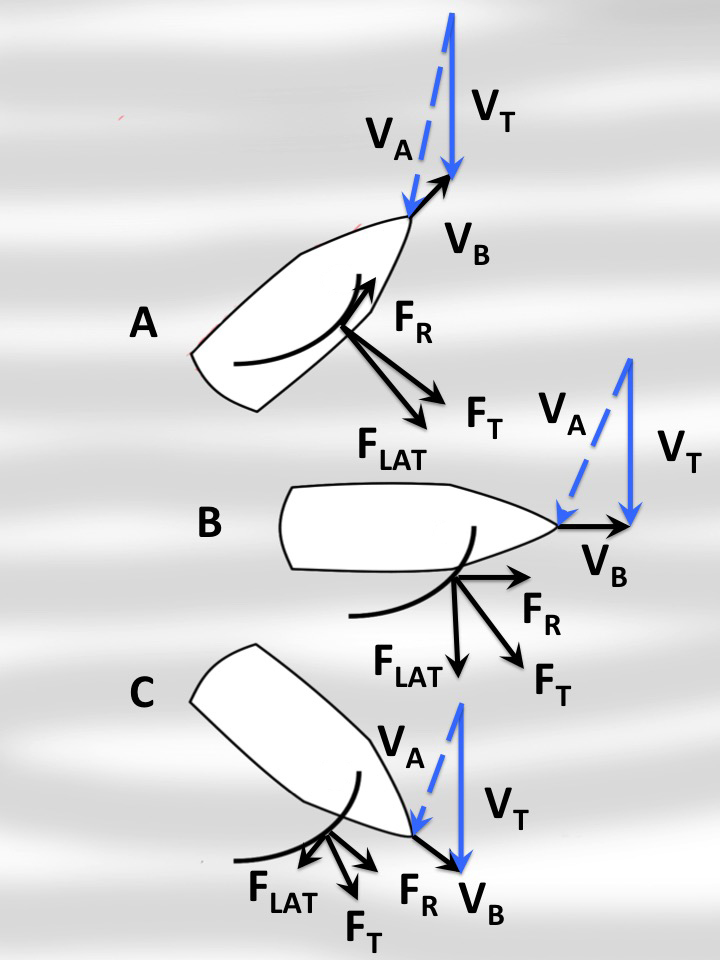
Fig.3. Vent aparent i forces aerodinàmiques en un veler convencional
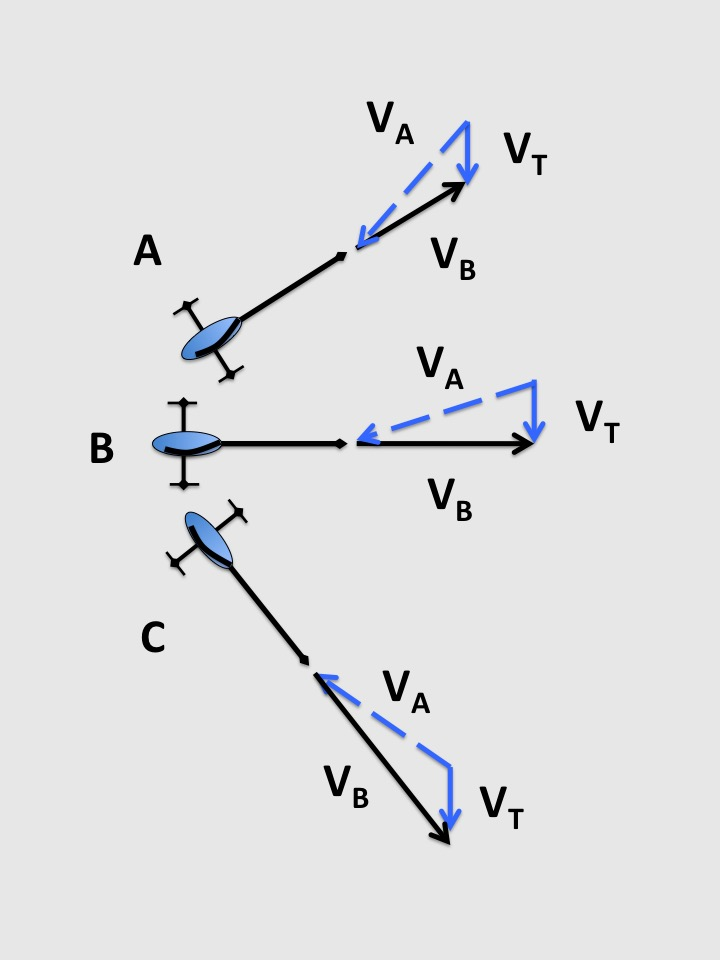
Fig.4. Vent aparent en un trineu de vela o en velers molt ràpids

La nomenclatura de les figures 3 i 4 anteriors és la següent:
- VT = vent real
- VB = vent relatiu provocat per la velocitat del vaixell
- VA = vent aparent, suma vectorial dels anteriors
- FT = força total sobre la vela
- FLAT = força lateral
- FR = força de propulsió

Les figures 3 i 4 permeten comparar, de forma gràfica, les diferències entre un veler convencional i un trineu de vela. Aquest darrer cas s’assembla molt als moderns i ràpids velers hidròpters (que s’alcen sobre l’aigua amb ales submergides).
La velocitat d’un veler convencional és relativament petita i els vents aparents en els tres casos considerats (A rumb de cenyida, B rumb de través, C rumb llarg) presenten una variació important de l’angle incident (respecte de la línia de crugia del vaixell). En els trineus de vela sobre gel i els velers més ràpids, les variacions de l’angle de incidència del vent aparent
són molt més petites. En rumbs llargs porten les veles ajustades com si anessin de cenyida. A efectes pràctics, la velocitat de desplaçament és molt superior a la velocitat del vent real.
Pel que fa a les forces, la força total sobre la vela és proporcional al quadrat de la velocitat del vent aparent. Aquesta força total es pot descompondre en una força lateral (que fa escorar el vaixell i provoca que derivi cap a sotavent) i una força de propulsió en el sentit de marxa del veler (en la direcció de l'eix longitudinal o de crugia del veler).

## Usos comercials

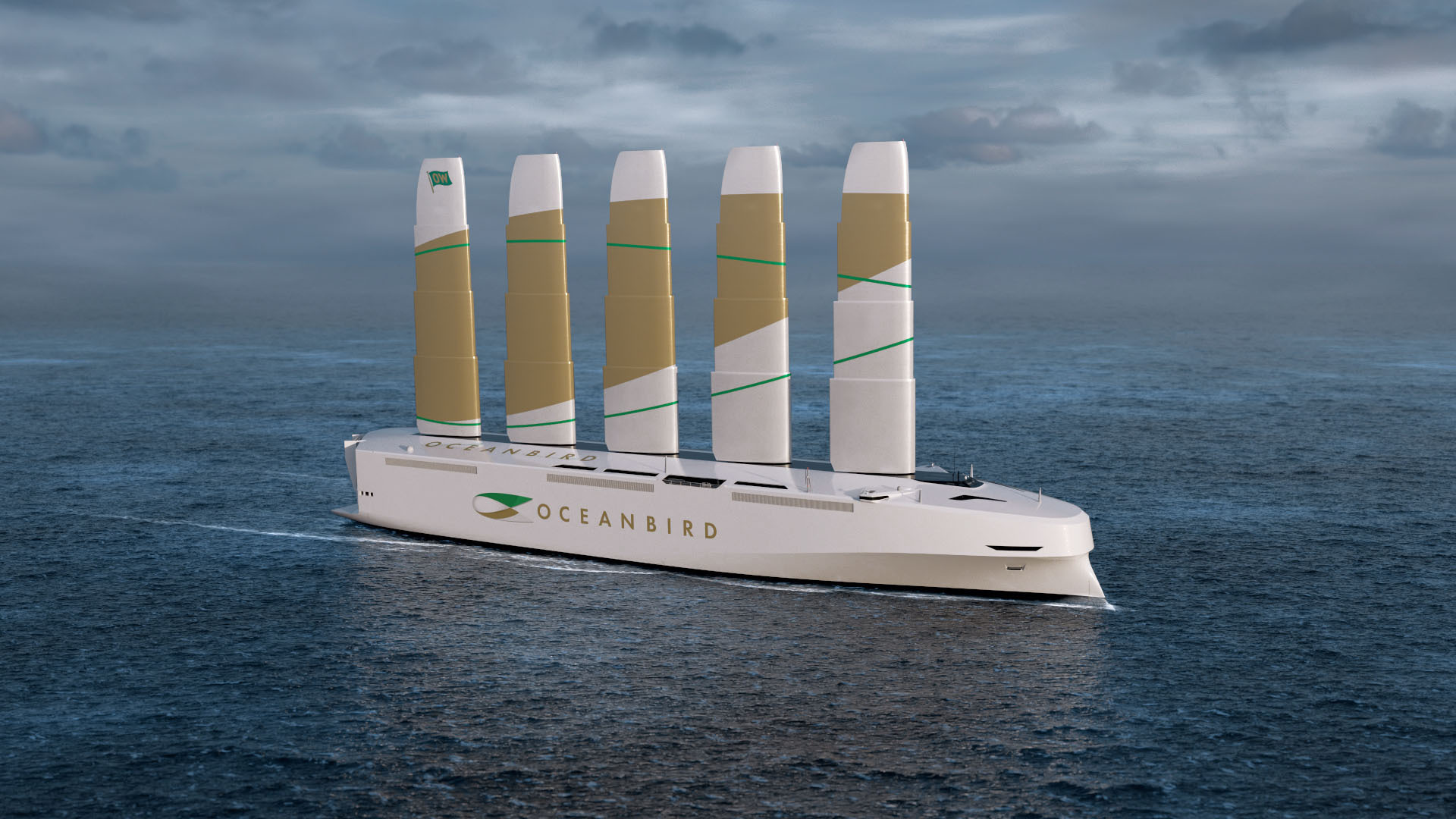
Projecte d’un vaixell de càrrega propulsat per veles rígides. Oceanbird de la companyia Wallenius Marine

Hi ha el projecte d’un vaixell de càrrega propulsat per cinc veles rígides i telescòpiques que poden girar 360 graus. La posada en servei està prevista cap a l’any 2024. Aparentment algunes proves de navegació ja han estat realitzades. El vaixell, anomenat Oceanbird, tindrà una eslora de 200 metres i desplaçarà 32.000 tones.
Les veles projectades semblen tenir un perfil simètric, sense alerons ni altres suplements. Es tracta d'un disseny viable, amb un rendiment moderat i una simplicitat molt adequada per a usos comercials en navegacions oceàniques.